# Музеи в Торино
Това е Списък на музеите на град Торино и на Метрополен град Торино в регион Пиемонт, Северна Италия.
Градът притежава някои от най-богатите в страната колекции от художествени, исторически и научни музеи, сред които в 6 национални музея (Музея на киното, Музея на артилерията, Музея на планината, Автомобилния музей, Музея на Италианското Рисорджименто и Музея на Античността), както и в множество други музеи от национално и международно значение, сред които Египетския музей (с впечатляваща колекция от артефакти от Древен Египет, втора по брой след тази на Музея в Кайро) и Националния музей на киното, разположен в символа на града – Моле Антонелиана и единствен по рода си в Италия.
Музеите са:
- държавни – под опеката на Министерството на Културното наследство и дейности, и на Туризма (MiBACT Архив на оригинала от 2015-12-07 в Wayback Machine.), на Музейния полюс на Пиемонт (Polo Museale del Piemonte) – периферен орган на Министерството или на други служби
- регионални (регион Пиемонт)
- провинциални (на Метрополен град Торино)
- общински – под опеката на фондации (Fondazione Torino Musei) или на Общината
- университетски, под опеката на Торинския университет или на Политехническия университет
- на религиозни ордени и организации
- частни

## Музеи в град Торино

### Музеи за древно изкуство и художествени музеи
- Галерия Сабауда (Galleria Sabauda), част от Кралските музеи на Торино (Musei Reali di Torino)
- Пинакотека на Академията за изящни изкуства Албертина (Pinacoteca dell'Accademia Albertina di Belle Arti)
- Палацо Мадама – Градски музей на древното изкуство (Museo Civico d'Arte Antica)
- Музей на ориенталското изкуство (Museo d'Arte Orientale, МАО)
- Музей на декоративните изкуства „Акорси-Омето“ (Museo di Arti Decorative Accorsi-Ometto)
- Пинакотека „Джовани и Марела Аниели“ (Pinacoteca Giovanni e Marella Agnelli)

### Музеи за модерно и съвременно изкуство
- Градска галерия за модерно и съвременно изкуство (ГAM Торино) (Galleria Civica di Arte Moderna e Contemporanea di Torino, GAM)
- Музей на градското изкуство (Museo d'Arte Urbana, MAU)
- Фондация „Мерц“ (Fondazione Merz)
- Фондация „Сандрето Ре Ребауденго“ (Fondazione Sandretto Re Rebaudengo)
- Международен музей на приложните изкуства днес (MIAAO Архив на оригинала от 2019-12-03 в Wayback Machine.)
- Парк „Живо изкуство“ (PAV)
- Пинакотека „Джовани и Марела Анели“ (Pinacoteca Giovanni e Marella Agnelli)
- Музей „Еторе Фико“ (MEF) и Музей „Еторе Фико Аутсайд“ (MEF Outside Архив на оригинала от 2019-12-30 в Wayback Machine.)
- Музей на виртуалното градско изкуство (MAUA – Museo di Arte Urbana Aumentata)
- Фондация 107 (Fondazione 107)

### Археологически музеи
- Египетски музей (Museo Egizio)
- Музей на античността или Национален археологически музей на Пиемонт (Museo di Antichità), част от Кралските музеи на Торино (Musei Reali di Torino)
- Римски град – археологическа зона на Индустрия (Città romana – Area archeologica di Industria Архив на оригинала от 2018-07-13 в Wayback Machine.)

### Музеи за религиозно изкуство и култура
- Музей на Плащаницата (Museo della Sindone Архив на оригинала от 2019-12-03 в Wayback Machine.)
- Епархийски музей на Торино (Museo Diocesano di Torino – Duomo di San Giovanni), в Катедралата „Св. Йоан Кръстител“
- Капела на Светата плащаница (Cappella della Sacra Sindone), част от Кралските музеи на Торино (Musei Reali di Torino)
- Стаички на дон Боско (Camerette di Don Bosco)
- Музей „Франческо Фаа ди Бруно“ (Museo Faà di Bruno)
- Музей „Джулия ди Бароло“ (Museo Giulia di Barolo)
- Музей „Муриалдо“ (Museo Murialdo)
- Малка къща на Божието провидение (Piccola Casa della Divina Provvidenza)

### Исторически музеи
- Кралски дворец (Palazzo Reale), част от Кралските музеи на Торино (Musei Reali di Torino), обект на Юнеско
- Национален музей на киното в Моле Антонелиана (Museo Nazionale del Cinema – Mole Antonelliana)
- Кралска оръжейница (Armeria Reale), част от Кралските музеи на Торино (Musei Reali di Torino), обект на Юнеско
- Средновековно селище и крепост (Borgo e Rocca Medievale)
- Вила на кралицата (Villa della Regina Архив на оригинала от 2020-02-07 в Wayback Machine.), обект на Юнеско
- Замък Валентино (Castello del Valentino), обект на Юнеско
- Палацо Киаблезе (Palazzo Chiablese Архив на оригинала от 2019-12-03 в Wayback Machine.), част от Кралските музеи на Торино (Musei Reali di Torino), обект на Юнеско
- Палацо Бароло (Palazzo Barolo Архив на оригинала от 2019-12-20 в Wayback Machine.)
- Театър Реджо (Teatro Regio), фасадата му е обект на Юнеско
- Национален музей на Италианското Рисорджименто – в Палацо Кариняно (Museo Nazionale del Risorgimento Italiano)
- Исторически музей на застрахователна компания „Реале Мутуа“ (Museo Storico Reale Mutua)
- Градски музей „Пиетро Мика“ и на Обсадата на Торино през 1706 г. (Museo Civico Pietro Micca e dell'Assedio di Torino del 1706)
- Обширен музей на съпротивата, депортацията, войната, правата и свободите (Museo Diffuso della Resistenza, della Deportazione, della Guerra, dei Diritti e della Liberta')
- Национален исторически музей на артилерията (Museo Storico Nazionale dell'Artiglieria)
- Национален автомобилен музей на Торино (MAUTO)
- Музей на затвора „Ле Нуове“ (Museo del Carcere „Le Nuove“)
- Музей на радиото и телевизията (Museo della Radio e Televisione)
- Музей Карпано (Museo Carpano)
- Олимпийски музей „Торино 2006“ (Museo Olimpico Torino 2006)
- Пространство „в. „Стампа“ (Spazio La Stampa Архив на оригинала от 2019-12-30 в Wayback Machine.)
- Ателие на писмеността (Officina della scrittura)
- Палат „Бенсо ди Кавур“ (Palazzo Benso di Cavour)
- Исторически архив и музей на Италгаз (Archivio Storico Museo Italgas Архив на оригинала от 2019-03-21 в Wayback Machine.)
- Исторически център ФИАТ (Centro Storico FIAT)
- Музей на Ювентус (Juventus Museum)
- Кралска гробница на Савоя, в Базилика „Суперга“ (Reali Tombe di Casa Savoia)

### Музеи на науките
- Регионален музей на естествените науки (Museo Regionale di Scienze Naturali)
- Музей на околната среда „А като Амбиенте („околна среда“ на итал.)“ (MacA))
- Национален планински музей „Дука дели Абруци“ (Museo Nazionale della Montagna „Duca degli Abruzzi“)
- Планетариум и музей на астрономията и Космоса (INFINI.TO Архив на оригинала от 2019-12-16 в Wayback Machine.)
- Музей на човешката анатомия „Луиджи Роландо“ (Museo di Anatomia Umana „Luigi Rolando“)
- Ботаническа градина на Торино (Orto Botanico di Torino)
- Музей на училището и на детската книга (MUSLI)
- Музей на плодовете „Франческо Гарниер Валети“ (Museo della Frutta „Francesco Garnier Valletti“)
- Музей на криминалната антропология „Чезаре Ломброзо“ (Museo di Antropologia Criminale „Cesare Lombroso“ Архив на оригинала от 2017-09-06 в Wayback Machine.)
- Научно-технологически архив на Торинския университет (ASTUT Архив на оригинала от 2019-12-12 в Wayback Machine.)
- Музей за естествена история „Франкети“ (Museo di Storia Naturale „Franchetti“)
- Музей за естествена история „Дон Боско“ и за научни апаратури на лицея Валсаличе (Museo di Storia Naturale Don Bosco e delle apparecchiature scientifiche del Liceo Valsalice)
- Виртуален музей на Политехническия университет на Торино (Museo Virtuale del Politecnico di Torino Архив на оригинала от 2022-04-20 в Wayback Machine.)
- Градски екологичен музей (Ecomuseo Urbano Архив на оригинала от 2008-01-03 в Wayback Machine. EUT)
- Италиански фотографски център „Камера“ (CAMERA – Centro italiano per la fotografia)
- Пиемонтски музей на онформатиката (Museo Piemontese dell'informatica)

### Други музеи
- Музей–ателие на фентъзито и научната фантастика (Торино) (MUFANT)
- Спестовен музей (MdR)
- Музей „Лаваца“ (Museo Lavazza)
- Марионетен музей (Museo della Marionetta), в Театър Джандуя

## Музеи в Метрополен град Торино
Метрополен град Торино обхваща 312 общини в 11 хомогенни зони към 2025 г.

### Мрежа на екомузеите
Метрополен град Торино продължава работата, започната от провинция Торино през 1995 г. с проект „Материална култура“, насочена към създаване на мрежа от музеи и екомузеи. Тя се основава на признаването на идентичността на местните общности с техните територии, традиции, архитектура, празници, музика, трудни исторически моменти и др. Целта е намеса за подобряване, вземане на информиран избор в настоящето и поставяне на бъдещи основите с оглед формулиране на хипотези за устойчиво развитие, спомагащи за създаването на основите за иновативна икономика и за производство на нови работни места.
- Алпете: Екомузей на медта (Ecomuseo del rame)
- Алпиняно: Екомузей „Мечта за светлина Алесандро Круто“ (Ecomuseo Sogno di luce Alessandro Cruto")
- Андедзено: Музей на селската дейност и на играчките (Museo delle contadinerie e dei giocattoli)
- Андрате: Музей на селската цивилизация (Museo della civiltà contadina)
- Ангроня: Екомузей на съпротивата на Вал Пеличе (Ecomuseo della resistenza della val Pellice), Музей на жената (Museo della donna)
- Ангроня: Музей на училище „Оден Берто“ (Museo scuola Odin Bertot)
- Авиляна: Екомузей на фабриката за динамит Нобел (Ecomuseo dinamitificio Nobel)
- Балме: Екокомузей на планинските водачи „А. Кастаниери“ (Ecomuseo delle guide alpine „A. Castagneri“)
- Бардонекия: Градски етнографски музей (Museo civico etnografico), Епархийски музей за свещено изкуство (Museo Diocesano di arte sacra), Музей на алпийското религиозно изкуство (Museo di Arte religiosa Alpina)
- Брикеразио: Екомузей на съпротивата на Вал Пеличе (Ecomuseo della resistenza della val Pellice)
- Бросо: Музей на минералите (Museo mineralogico)
- Бусолено: Музей на ЖП траспорта през Алпите (FERALP: museo del trasporto ferroviario attraverso le Alpi)
- Камбиано: Екомузей на глината (MUNLAB: ecomuseo dell'argilla)
- Кантойра: Музей на мина Брунета (Museo miniera Brunetta)
- Каравино: Музей на каруците (Museo delle carrozze)
- Кариняно: Текстилен екомузей на бившата фабрика за вълна „Бона и Делеани“ (Ecomuseo del tessile ex lanificio Bona e Delleani) и Градски музей „Джакомо Родолфо“ (Museo civico Giacomo Rodolfo)
- Карманьола: Екомузей на обработката на канап (Ecomuseo della cultura della lavorazione della canapa), Музей на свещеното изкуство на Абатство Казанова (Museo di arte sacra dell'abbazia di Casanova), Градски мореплавателен музей (Museo civico navale), Градски музей по Естествена история (Museo civico di storia naturale), Типографски музей „Рондани“ (Museo tipografico Rondani), Градски музей на съвременното изкуство „Палат Ломелини“ (Palazzo Lomellini, galleria civica di arte contemporanea)
- Кастеламонте: Екомузей на керамиката на Кастеламонте (Ecomuseo della ceramica di Castellamonte)
- Черес: Музей на народите на Вали ди Ланцо (Museo delle genti delle valli di Lanzo)
- Черезоле Реале: Посетителски център на Национален парк „Гран Парадизо“ „Хомо ет ибекс“ (Centro visitatori del parco nazionale del Gran Paradiso „Homo et ibex“)
- Киаверано: Музей „Дюкана на Фрер“ (Museo la Bötega del Frèr)
- Киери: Текстилен екомузей (Ecomuseo del tessile Museo del tessile), Музей на винопроизводството „Мартини“ (Museo Martini di storia dell'enologia), Музей на Естествената история (Museo di storia naturale)
- Киомонте: Градски археологически музей (Civico museo archeologico), Пинакотека „Джузепе Аугусто Левис“ (Pinacoteca Giuseppe Augusto Levis)
- Чирие: Екомузей ИПКА (Ecomuseo IPCA)
- Коаце: Екомузей на Съпротивата (Ecomuseo della Resistenza), Екомузей на Горна Вал Сангоне и Етнографски музей (Ecomuseo in Alta val Sangone, Museo etnografico)
- Коле дел Лис: Екомузей на Съпротивата „Карло Мастри“ (Ecomuseo della Resistenza „Carlo Mastri“)
- Коленьо: Екомузей на работническо селище Льойман (Ecomuseo villaggio operaio Leumann)
- Кондове: Етнографски музей „Древен народ“ (Museo etnografico Gente antica)
- Куорне: Екомузей „Бивша Манифактура“ (Ecomuseo ex manifattura), Археологически музей на Канавезе (MAC Museo archeologico del Canavese), Пинакотека „Карлин Берголио“ (Pinacoteca Carlin Bergoglio)
- Финестреле: Музей на Форта на Финестреле (Museo del Forte)
- Джерманяно: Музей на предметите за ежедневна употреба (Museo degli oggetti di uso quotidiano)
- Ивреа: Музей на модерната архитектура на открито (MAAM: museo a cielo aperto dell'architettura moderna)
- Ланцо Торинезе: Музей на инструментите и металообработващите машини Силмакс (Silmax: museo dell'utensile e delle macchine utensili)
- Локана: Музей „Антични и нови занаяти на долината на Орко“ (Antichi e nuovi mestieri della valle Orco)
- Лузерна Сан Джовани: Екомузей на Съпротивата (Ecomuseo della Resistenza), Градски музей на играта и на играчките (Museo Civico del Gioco e del Giocattolo)
- Мальоне: Музей на съвременното изкуство на открито (MACAM: museo d'arte contemporanea all'aperto)
- Масело: Пътека „Колелото и водата“ (Sentiero La ruota e l'acqua), Музей на Балсилия (Museo della Balsiglia)
- Монченизио: Екомузей на граничните земи (Ecomuseo delle terre al confine)
- Ноаска: Посетителски център на Национален парк „Гран Парадизо“ (Centro visitatori del parco nazionale del Gran Paradiso)
- Номальо: Екомузей на кестените (Ecomuseo della castagna)
- Новалеза: Музей на планинския живот в долина Ченизия (Museo di vita montana in val Cenischia)
- Пероза Арджентина: Екомузей на текстилната индустрия (Ecomuseo dell'industria tessile)
- Пероза Канавезе: Дидактически музей „Спомени на времето“ (Museo didattico memorie del tempo)
- Пинаска: Музей на живота в долината (Museo Abitare in valle)
- Пинероло: Екомузей на Въглищната шахта (Ecomuseo della carbonaia), Градски етнографски музей на област Пинероло (Civico museo etnografico del Pinerolese), Изследователски център и музей на праисторическото изкуство (Centro studi e museo arte preistorica), Градски дидактически музей на Естествената история (Civico museo didattico di scienze naturali), Градски художествен музей в Палат Витоне (Collezione civica d'arte, palazzo Vittone), Епархийски музей на Пинероло (Museo diocesi di Pinerolo), Исторически кавалерийски оръжеен музей (Museo storico dell'arma di cavalleria), Исторически музей на НПО за взаимопомощ (Museo storico del mutuo soccorso)
- Пишина: Музей на селската цивилизация „'Л Рубат“ (Museo della civiltà contadina 'L Rubat), Музей „Изкуството на Пишина на открито“ ((Piscina arte aperta)
- Пивероне: Музей „Ла Стейва“ (Museo la Steiva), Натуралистичен музей на Мореновия амфитеатър на Ивреа (Museo naturalistico dell'anfiteatro morenico di Ivrea)
- Помарето: Колеция на древни занаяти „Фереро“ (Gli antichi mestieri, collezione Ferrero)
- Понт Канавезе: Музей на старите занаяти (Museo antichi mestieri), Музей на пластмасата Канон (Museo della plastica CANNON, ex stabilimento Sandretto), Музей на територията на долините Орко и Соана (Museo del territorio delle valli Orco e Soana)
- Праджелато: Обсерватория за пчеларство „Дон Джакомо Анджелери“ (Osservatorio di apicoltura don Giacomo Angeleri), Музей на традициите и обичаите на алпийските народи (Museo del costume e delle tradizioni delle genti alpine)
- Прали: Музей „Открий мината“ (Scopriminiera), Музеи на Прали и на долината Джерманаска (Musei di Prali e della Val Germanasca), Музей „Родорето“ (Museo di Rodoretto)
- Прамоло: Музей на училището (Museo scuola)
- Праростино: Музей на лозята (Museo della viticoltura)
- Рибордоне: Посетителски център на Национален парк „Гран Парадизо“, на културата и на религиозните традиции (Centro visitatori del parco nazionale del Gran Paradiso, cultura e tradizioni religiose)
- Риволи: Къщата на Зеления граф (Casa del conte Verde)
- Ронко Канавезе: Екомузей „Медната ковачница“ (Ecomuseo „La fucina da rame“)
- Рора: Екомузей на камъка, на каменните плочи на Рорá (Ecomuseo della pietra, le loze di Rorà), Музей на валденсите (Museo valdese)
- Салбертранд: Екомузей „Коломбано Ромеан“ (Ecomuseo „Colombano Romean“)
- Сан Джермано Кизоне: Музей на валденсите (Museo Valdese)
- Сан Джорджо Канавезе: Градски музей „Носи Раис“ (Museo civico „Nòssi Ràis“)
- Сетимо Торинезе: Екомузей на Фрейдано – Етнографски музей на Новата мелница (Ecomuseo del Freidano – Museo Etnografico del Mulino Nuovo)
- Суза: Епархийски музей на свещеното изкуство (Museo diocesano di arte sacra)
- Торе Пеличе: Музей на валденсите (Museo Valdese)
- Траверсела: Екомузей „Желязото и диоритът“ (Ecomuseo „Il ferro e la diorite“)
- Вайе: Градски музей лаборатория (Civico museo laboratorio)
- Виалфре: Градски музей „Мореника“ (Museo civico Morenica)
- Вилар Пеличе: Екомузей „Филцова фабрика Крумиер“ (Ecomuseo Feltrificio Crumière)
- Вилар Пероза: Музей на механиката и на машинния лагер (Museo della meccanica e del cuscinetto)
- Виу: Екомузей на Съпротивата на Коле дел Лис (Ecomuseo della Resistenza del Colle del Lys)

### Други музеи: замъци, дворци, крепости, вили
- Кралски замък в Монкалиери и Музей на съвременното изкуство, в Монкалиери (Castello Reale di Moncalieri Архив на оригинала от 2022-08-03 в Wayback Machine. e Museo d'Arte Contemporanea), обект на ЮНЕСКО
- Замък в Риволи и Музей на съвременното изкуство, в Риволи (Castello di Rivoli, Museo d'Arte Contemporanea)
- Замък в Ривара – Музей на съвременното изкуство, в Ривара (Castello di Rivara – Museo di Arte Contemporanea)
- Ловен павилион „Ступиниджи“, в Никелино (Palazzina di caccia di Stupinigi Архив на оригинала от 2019-12-21 в Wayback Machine.), обект на ЮНЕСКО
- Музей „Форт Брамафам“, в Бардонекия (Museo Forte di Bramafam)
- Форт на Ексилес, в Ексилес (Forte di Exilles)
- Форт на Гави, в Гави (Forte di Gavi)
- Дворец във Венария Реале (Reggia di Venaria Reale), обект на ЮНЕСКО
- Кралски апартаменти в Замъка в парк „Ла Мандрия“, във Венария Реале (Appartamenti Reali del Castello La Mandria), обект на ЮНЕСКО
- Херцогски замък в Алие (Castello Ducale di Aglié), обект на ЮНЕСКО
- Замък и парк в Ракониджи, обект на ЮНЕСКО
- Вила „Ил Мелето“, в Алие (Villa Il Meleto)
- Замък Мирадоло, в Сан Секондо ди Пинероло (Castello di Miradolo)
- Замък Кавур в Сантена (Castello Cavour di Santena)
- Дом на Сената, в Пинероло (Casa del Senato[неработеща препратка])
- Замък Мазино, в Каравино (Castello di Masino)
- Замък на Сералунга д'Алба (Castello di Serralunga d'Alba Архив на оригинала от 2019-12-20 в Wayback Machine.)

### Други музеи: научни музеи
- Музей на меридиана „Сянката на времето“, в Праджелато
- Натуралистична обсерватория, в Траузела (Osservatorio naturalistico)
- Натуралистичен музей на Природен парк на Вал Трончеа, в Праджелато
- Астрономически център „Дон Джовани Капаче“, в Алпете
- Астрономическа обсерватория „Вал Пеличе“, в Лузерна Сан Джовани
- Ботаническа градина РЕА, в Трана
- Музей на ментата и на лечебните треви, в Панкалиери

### Други музеи: религиозни музеи
- Манастирски комплекс „Сан Микеле“, в Сант'Амброджо ди Торино (Sacra di San Michele)
- Абатство на Новалеза и Археологически музей на Абатството на Новалеза (Abbazia di Novalesa, Museo Archeologico dell'Abbazia di Novalesa)
- Абатство Фрутуария, в Сан Бениньо Канавезе (Abbazia di Fruttuaria Архив на оригинала от 2019-12-21 в Wayback Machine.)
- Пречетория на Сан Антонио ди Ранверсо, в Бутилиера Алта (Precettoria di Sant'Antonio di Ranverso Архив на оригинала от 2019-12-22 в Wayback Machine.)
- Епархийски музей на Пинероло (Museo della Diocesi di Pinerolo)

### Други музеи
- Музей „От метла до метла“, във Фолицо (Museo dalla Saggina alla Scopa)
- Музей на текстила, в Киери (Fondazione Chierese del tessile e per il Museo del Tessile)
- Каза Мартини – музей на виното, в Киери (Casa Martini – Martini e rossi)
- Галерия на историческите локомотиви, в Ривароло Канавезе (Galleria delle Locomozione Storica)
- Домът на Ескартон, в Праджелато (La Casa degli Escartons)
- Музей на ФК Торино, в Груляско (Museo del Grande Torino e della Legenda Granata)
- Музей на открито на руските и канавезките художници, в Торе Канавезе (Museo all'aperto di artisti russi e canavesani)
- Градски музей „Пиер Алесандро Гарда“, в Ивреа (Museo Civico Pier Alessandro Garda)
- Археологически парк на езерото Пистоно, в Монталто Дора (Parco Archeologico del Lago Pistono)
- Археологически музей Кабурум, в Кавур (Museo Archeologico Caburrum)
- Антиквариум на Замъка на Баратония, във Варизела (Antiquarium del Castello di Baratonia)
- Регионален музей на емиграцията, във Фросаско (Museo regionale dell'emigrazione)
- Музей „Пещта“, в Кастеламонте (Museo La Fornace)
- Музей на звуковия пейзаж, в Рива пресо Киери (Museo del Pesaggio Sonoro)

## Безплатен достъп
Както и в останалата част на Италия, много от музеите на град Торино и на Метрополен град Торино (бивша Провинция Торино) могат да бъдат посетени безплатно или с намалена тарифа. Съществуват много възможности за това:
- Безплатен достъп до музеите под опеката на Министерството на културатата и туризма, и до някои градски и частни музеи всяка първа непразнична неделя на месеца от октомври до март. Това е възможно благодарение на инициативата „Неделя в музея“ (Domenica al museo), стартирала на 1 юли 2014 г. През 2019 г. тя е под ново име – „Отивам в музея“ (iovadoalmuseo Архив на оригинала от 2019-07-10 в Wayback Machine.). През 2020 г. датите за безплатен достъп са 5 януари, 2 февруари, 1 март, 5 април, 3 май, 7 юни, 5 юли, 2 август, 6 септември, 4 октомври, 1 ноември и 6 декември.[5][6][7]
- Ежегодна Седмица на музеите (Settimana dei musei), благодарение на инициативата „Отивам в музея“ (Io vado al museo), с 6 безплатни дни за достъп (вторник–неделя) до всички държавни музеи в Италия. През 2019 г. тя е през март.
- 8 безплатни дни за достъп годишно извън горепосочените по избор на директорите на автономните музеи и на регионалните музейни центрове благодарение на същата инициатива.
- Символичен билет за достъп от 2 евро за хора от 18 до 25-годишна възраст от ЕС или извън ЕС (последното важи при условие на реципрочност) за всеки ден от 28 февруари 2019 г., благодарение на същата инициатива.[8]
- Безплатен достъп до всички държавни музеи при показване на документ за самоличност или карта за принадлежност към дадена категория: деца и младежи – граждани на ЕС или не под 18 години; инвалиди; туристически гидове или туристически преводачи на ЕС; членове на Мин. на Културата; ученически групи от ЕС с резервация и учител; учители по изкуство от гимназиите; учители на постоянен трудов договор; студенти и доценти в Художествените гимназии на ЕС; някои други.[9]
- Други безплатни дни на достъп в зависимост от музея, информацията за които може да бъде открито на неговия уебсайт.
- Безплатен достъп на жени до някои музеи по случай Международния ден на жената – 8 март.[10]
- Безплатен достъп до някои музеи всеки първи вторник на месеца.[11]
- Намалени тарифи за студенти, пенсионери, безработни и преподаватели през другите дни.
- Туристически карти Torino+Piemonte Card Архив на оригинала от 2019-12-21 в Wayback Machine., Royal Card и Torino+Piemonte Contemporary Card за безплатен достъп или достъп с намаление от 1 до 5 дена на повечето музеи и кралски резиденции.[12]
- Абонаментна карта Музеи (Abbonamento Musei) с валидност 365 дена от датата на закупуване, позволяваща безплатен и неограничен достъп до музеи, паркове, исторически резиденции и постоянни или временни изложби, принадлежащи към Художествения кръг на Торино, Пиемонт, Ломбардия и Вале д'Аоста.
- Нощ на музеите (Notte dei musei) и Празник на музеите (Festa dei Musei) – ежегодна европейска инициатива на Съвета на Европа, при която основните държавни музеи, както и частни музеи, присъединили се към инициативата, са отворени до късно и със символичен входен билет от 1 евро. За 2019 г. датата е 18 май[13][14]
- 2 юни – Празник на Републиката (Festa della Repubblica), безплатен достъп до някои музеи.[15]